# Газета.Ru
«Газета.Ru» — російське інтернет-видання, утворене 1999 року. Головний редактор — Ольга Алексеєва (з 2016).

## Структура власності
Спочатку видання з цією назвою почало роботу в лютому 1999 року як проєкт Фонду ефективної політики під керівництвом Антона Носика. У вересні 1999 року на базі проєкту були створені видання Вести.ру й Лента.ру, а бренд «Газета.Ru» був проданий компанії ЮКОС, яка створила під нього нове видання на чолі з Владиславом Бородуліним.
До 2005 року 100 % акцій видання належали шеф-редактору видавницького дому «Коммерсантъ» Владиславу Бородуліну, який у листопаді 2005 року продав їх видавницькому дому «Секрет фирмы». 2006 року підприємець Алішер Усманов купив за 50 мільйонів доларів США видавничий дім «Секрет фирмы». У червні 2008 року видавничий дім «Коммерсантъ» Алішера Усманова та власники компанії «СУП» здійснили обмін активами. «Коммерсантъ» отримав до 50 % «СУПу», у свою чергу, «СУП» став власником 100 % «Газеты.Ru».

## Показники діяльності
Станом на 2005 рік щотижнева аудиторія сайту налічувала понад 350 тисяч відвідувачів, виданню належало 7—10 % ринку інтернет-реклами. За даними TNS Web Index, щотижнева аудиторія видання у травні 2008 року становила 116 тисяч чоловік, виручка 2007 року оцінювалась на суму близько 5 млн доларів. Станом на кінець 2011 року «Газета.Ru» входила в трійку найпопулярніших ресурсів новин рунету.